# 第五章：槍手
〈第五章：槍手〉（英語：Chapter 5: The Gunslinger）是美國太空歌劇網路電視劇《曼達洛人》第一季的第五集，本集由戴夫·菲洛尼編劇並執導，於2019年12月6日在Disney+上線。佩德羅·帕斯卡領銜出演男主角曼達洛人，他是一名孤獨的槍手和賞金獵人，在帶著孩子躲避追捕途中，幫助另一名新手賞金獵人托洛·卡利肯抓捕被公會懸賞緝拿的殺手芬尼克·尚德。

## 劇情
曼達洛人駕駛飛船「刀鋒之巔」在太空中與另一名賞金獵人纏鬥，將他擊殺之後，曼達洛人的飛船也遭到損壞。他來到附近的塔圖因星球，在摩斯艾斯里航天港找到機械維修師派麗·莫托，請求她幫助修復飛船。為了賺錢支付維修費，曼達洛人來到當地酒館，遇到一名新手賞金獵人托洛·卡利肯。他向曼達洛人提議，幫助他抓捕被公會懸賞緝拿的殺手芬尼克·尚德。尚德是一個菁英雇傭兵。卡利肯希望抓捕她，將功勞歸為己有，從而加入賞金獵人公會，同時他答應將酬金給曼達洛人作為報酬。派麗與從飛船中走出的孩子相見，並悉心照料他。
曼達洛人和托洛·卡利肯駕駛飛行摩托穿過沙海，尋找尚德的蹤跡。他們經過塔斯肯襲擊者的地盤，曼達洛人用手勢與他們談判。後者在獲得了一架雙筒望遠鏡之後，允許他們駛離此地。他們最終發現一隻沙地獸以及傍邊一名賞金獵人的屍體。這是尚德設計的誘餌，她隱藏在遠處高地伏擊後來的賞金獵人。兩人設法抓住了尚德，但是她在被捕之前擊毀了其中一輛飛行摩托，曼達洛人只得返回去尋找那隻沙地獸。
尚德趁機勸說卡利肯，表示曼達洛人現在是公會敵人，他正在攜帶目標孩子躲避追捕，他們的價值遠高於自己的賞金。卡利肯表示自己不在乎賞金，尚德表示抓捕曼達洛人能使他成為傳奇人物。她提出只要把她釋放，兩人聯手解決曼達洛人。但是卡利肯認為尚德自由之後，一定會首先殺死自己，趁其不意將她射倒。卡利肯獨自駕駛飛行摩托返回航天港，挾持了派麗和孩子，逼迫曼達洛人就範。曼達洛人用閃擊電荷迷惑卡利肯，隨後用爆能槍擊殺了他。他用卡利肯的錢支付了維修費，與派麗告別之後，駕駛飛船離開了塔圖因星球。在沙漠之中，一個神秘人來到了尚德的倒身之處（第二季揭露此神秘人即為波巴·費特）。

## 製作

### 開發
本集由戴夫·菲洛尼編劇並執導。

### 選角
艾咪·莎德瑞斯和傑克·坎納瓦爾分別出演派麗·莫托和托洛·卡利肯。2019年8月，在迪士尼D23博覽會上，溫明娜確定參演電視劇，出演芬尼克·尚德。
布倫丹·韋恩（Brendan Wayne）、拉夫·克羅德和巴里·洛文（Barry Lowin）是佩德羅·帕斯卡的特技替身演員。孩子的動作由多名傀儡师完成。里約·哈克福德（Rio Hackford）出演與曼達洛人在太空纏鬥的賞金獵人里奧特·馬爾。在紀錄片《迪士尼展廊：曼達洛人》第八集《關聯》（Connections）中，節目統籌強·法夫洛透露馬克·漢米爾在本集中為EV-9D9配音，他此前在《星際大戰》系列電影中出演盧克·天行者。

### 音樂
| 評論得分 | 評論得分 |
| 來源     | 評分     |
| -------- | -------- |
| Allmusic | [ 12 ]   |

《曼達洛人》的音樂原聲帶由魯德溫·葛瑞森作曲，每集相應的音樂原聲帶數字版於播出當日在亞馬遜和iTunes上發行。
| 曲序     | 曲目              | 时长  |
| -------- | ----------------- | ----- |
| 1.       | Warm or Cold      | 1:39  |
| 2.       | Bright Eyes       | 1:39  |
| 3.       | Stuck with Me Now | 2:26  |
| 4.       | Speederbikes      | 1:21  |
| 5.       | Raiders           | 1:20  |
| 6.       | Night Riders      | 3:29  |
| 7.       | The Hangar        | 6:06  |
| 8.       | Farewell          | 2:09  |
| 总时长： | 总时长：          | 20:09 |

## 迴響
〈第五章：槍手〉在影視匯總媒體點評網站爛番茄上獲得74%的新鮮度，6.47/10分（27位劇評人）。該網站對本集的關鍵共識寫道：「本集中的懷舊情節過剩。但是在本集過後，僅餘的三集中，《曼達洛人》缺少故事推進的動力，劇情開始逡巡不前」。網站的編輯泰勒·赫斯科（Tyler Hersko）表示，本集的新主線情節大不如前。

## 資料來源
1. ↑  Tyler, Jacob. . Geeks WorldWide. 2019-10-18  [2019-12-06]. （原始内容存档于2019-10-23）.
2. ↑  Phipps, Keith. . Vulture. 2019-12-06  [2019-12-07]. （原始内容存档于2019-12-06）.
3. ↑  Mancuso, Vinnie. . collider. 2019-12-08  [2019-12-08]. （原始内容存档于2019-12-08）.
4. ↑  Schedeen, Jesse. . IGN. Ziff Davis. 2019-08-23  [2019-12-07]. （原始内容存档于2019-09-15）.
5. ↑  Breznican, Anthony. . Vanity Fair. Condé Nast. 2019-11-04  [2019-12-06]. （原始内容存档于2019-11-23）.
6. ↑  Hipes, Patrick. . Deadline Hollywood. Penske Media Corporation. 2019-08-24  [2019-12-06]. （原始内容存档于2019-11-13）.
7. ↑  Miller, Liz Shannon. . Vulture. 2019-12-09  [2019-12-09]. （原始内容存档于2019-12-09）.
8. ↑  Spencer, Samuel. . newsweek.com. 2019-12-02  [2020-06-28]. （原始内容存档于2019-12-08）.
9. ↑  Lussier, Germain. . io9. 2019-12-06  [2019-12-06]. （原始内容存档于2019-12-20）.
10. ↑  Anderton, Ethan. . /Film. 2020-06-19  [2020-06-19]. （原始内容存档于2020-06-21）.
11. ↑  Haring, Bruce. . Deadline.com.   [2020-06-20]. （原始内容存档于2020-06-20）.
12. ↑  The Mandalorian: Chapter 5 [Original Score]在Allmusic上的頁面. [2020-07-05].
13. ↑  . Apple Music. Apple Inc. 2019-12-06  [2019-12-06]. （原始内容存档于2019-12-06）.
14. ↑  . Rotten Tomatoes. Fandango.   [2020-05-05]. （原始内容存档于2020-01-14）.
15. ↑  Hersko, Tyler. . IndieWire. Penske Media Corporation. 2019-12-11  [2019-12-19]. （原始内容存档于2019-12-26）.

## 外部連結
- 官方网站
- 互联网电影数据库（IMDb）上《第五章：槍手》的资料（英文）
- Wookieepedia上的相关条目：〈第五章：槍手〉